# Viivi
Viivi Mirette Korhonen (Turku, 28 juni 1999), beter bekend onder haar artiestennaam Viivi, is een Fins zangeres.

## Biografie
Korhonen nam in 2009 deel aan de kinderzangwedstrijd Karuselli waarin ze op de tweede plaats eindigde. Het jaar daarop waagde ze nog een poging en wist ze de wedstrijd te winnen. In 2013 deed Korhonen mee aan de Finse versie van The Voice Kids, waarin ze als onderdeel van rapper Elastinen op de tweede plaats eindigde. Korhonen nam ook deel aan een Staraoke wedstrijd.
In 2017 tekende Viivi een platencontract bij het label Fried Music. Korhonen bracht in februari 2020 haar debuutsingle Sä päätit tän uit. Vier maanden later volgde met Lauseet on vaan lauseita een tweede single. Vivii's single Lääke wist de derde plaats te behalen in de Suomen virallinen lista zes weken na het uitbrengen. In maart 2021 verkreeg deze single een gouden status. Later verkreeg het de platina status. Vivii's volgende single USA verkreeg eveneens een platina status. Op 11 maart 2022 bracht Viivi haar debuutalbum Parisuhdehautausmaa uit. Op het Finse gaala-emma werd Viivi in mei 2022 genomineerd in vijf categorieën: muziekvideo van het jaar, pop van het jaar, lied van het jaar, nieuwkomer van het jaar en artiest van her jaar.
In 2021 sprak Viivi de stem in van het hoofdpersonage Lucky Prescott in de animatiefilm Spirit Untamed. Voor de eerste single van haar nieuwe album werkte Viivi samen met Robin Packalen, waarmee ze Ihana kipup uitbracht. Ook werkte ze samen met JVG, waarmee ze de single Mitä näil korteil saa uitbracht. Beide singles haalden de eerste plaats in de radiohitlijst en top vijf van de Finse hitlijsten. In maart 2024 volgde met Whatever happened to you, I'm fine de derde single van het album.
Viivi trad met het nummer Aina aan op Uuden Musiikin Kilpailu 2025, de Finse preselectie voor het Eurovisiesongfestival 2025. Ze eindigde op de derde plaats en moest de winst aan Erika Vikman laten gaan.